# École d'horlogerie de Cluses

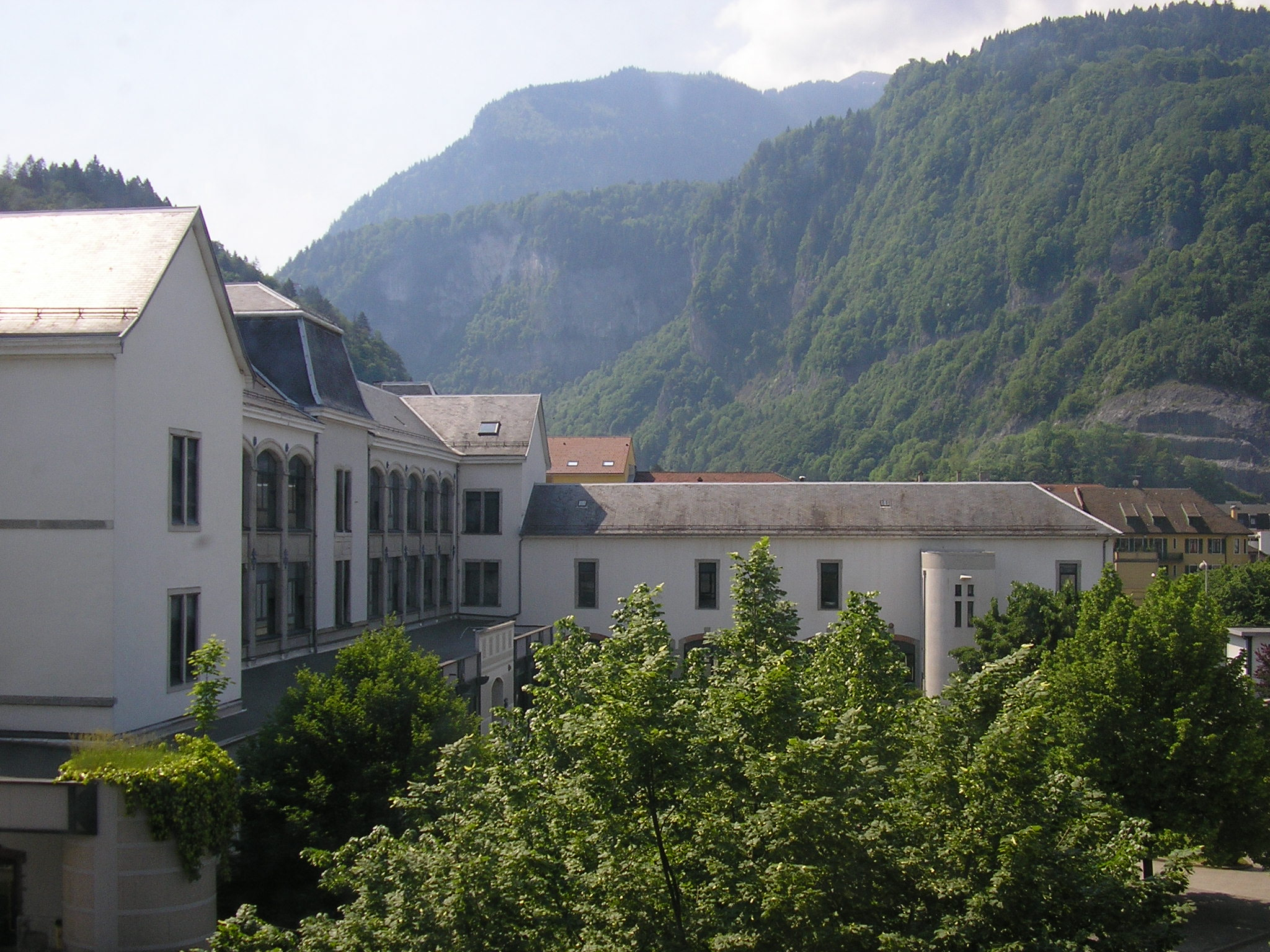
Un des bâtiments du lycée Charles Poncet à Cluses.

L'École d'horlogerie, anciennement École royale puis nationale d'horlogerie, devenu le lycée général Charles-Poncet, est un établissement créée en 1848 pour accompagner et stimuler le développement économique de la vallée de l'Arve, dans la ville de Cluses, alors dans le duché de Savoie et désormais située dans le département de la Haute-Savoie. Cluses est considérée comme la capitale du décolletage.

## Histoire
À la suite de l'incendie qui a détruit la ville de Cluses en 1844, la municipalité menée par Firmin Guy (1807-1881) cherche à faire renaître la cité. Parmi les projets, on installe, sur le modèle de l'école de Genève, une école royale d'horlogerie, dont le premier directeur sera l'horloger parisien Achille Benoit. Celle-ci, outre l'implantation d'une nouvelle institution dans la ville, avait pour but aussi de donner une formation aux hommes qui en cette période effectuaient des migrations de travail à travers l'Europe et ainsi les maintenir au pays. Installée dans un bâtiment de trois étages, l'école ouvre en 1848.
La formation en horlogerie est complétée par la mécanique et l'électricité dans les années 1890. L'établissement devient en 1960 un lycée professionnel jusqu'à sa fermeture en 1989 avec la dernière promotion de sept élèves, pour devenir le lycée général Charles-Poncet,.
Émile Peltre (1840-1899), qui dirigea l’École de 1889 à 1899, a tenté de reconstituer l’histoire horlogère de la vallée de l’Arve depuis ses origines, mais les machines récupérées par le lycée technique n'ont pu être exposées au public qu'à partir de 1993, lorsque a été créé un musée sur le site de l'ancienne manufacture de coton de Cluses, devenue ensuite usine d'horlogerie puis de décolletage.
Depuis 2015, dans le cadre de la formation baccalauréat professionnel microtechniques, le lycée Charles-Poncet et la ville de Cluses ont renoué avec leur passé horloger. Une initiation au métier d'horloger est dispensée aux élèves de cette section (au sein de la SEP Paul Béchet) leur permettant d'accéder après leur diplôme à un complément de formation en horlogerie via un CAP, un BMA ou un DNMAD.

## Personnalités liées à l'école
- Achille Benoit créateur et premier directeur de l'école.
- L'industriel Louis Carpano, qui a marqué l'industrie locale, y a étudié sous la direction du fondateur de l'école Achille Benoit.
- Eugène Farcot élève de 1850 à 1853.
- Paul Royet, industriel français créateur de la Société des établissements modernes de mécanique.
- Le chanteur Alain Souchon fut élève interne au sein de cette école[6].